# Alfa (glazbeni sastav)
Alfa je bosanskohercegovački kršćanski sastav duhovne glazbe iz Novog Šehera.

## Povijest
Sastav je djelovao od 1990. do 1992. godine. Ljiljana Maglica je poginula u ratnim djelovanjima 26. lipnja 1993. godine.
Članovi Alfe bili su: Marija Vidović (solo glas), Vera Maglica, Kristina Lončar, Sanja Batarilo, Nada Samardžija i Katarina Vidović (prateći glasovi), Vjeko Džambo (bas gitara, glas), Marinko Kelavić (bubanj, glas) i fra Joso Oršolić (gitara, glas). Glazbeni aranžer i producent bio je Slavko Nedić. Na skladbama su gostovali članovi iz sastava kršćanske glazbe Kefe i  Electro Spiritusa (današnjeg Novog svitanja), Drugog načina, zatim Nenad Rožić, Davor Senčar (Animatori, Legija, Drugi način, Oko) i Ivica Karatović. Skladbe su napisali Slavko Nedić, M. Ošolić, Mirko Filipović, Tin Ujević (Svakidašnja jadikovka), a glazba je djelo Zlatka Baotića (Orkestar Zlatka Baotića), Ivana Opačka, Jose Oršolića, Boba Dylana i nekoliko tradicijskih pjesama. Prvi, studijski album Žedan kamen snimili su u Zagrebu u studiju ART listopada 1990. godine, a objavljen je u spomen 700. obljetnice dolaska franjevaca u Bosnu, u nakladi rkt. župnog ureda sv. Ilije Novi Šeher. Studenoga 1991. u studiju R u Sarajevu dovršeno je snimanje albuma Sveta noć.
Stihove za skladbe napisali su Mirko Filipović, Aleksa Kokić (Sveta noć), Ladislav Fišić, Anka Petričević, jedan neznani umjetnik, Rajmund Kupareo (S Božićem po snijegu) te nekoliko tradicijskih pjesama. Glazbu su skladali Ivan Opačak, Joso Oršolić te nekoliko tradicijskih pjesama. Aranžirao ga je i producirao Ivan Opačak. Članovi Alfe koji su snimili album su: Kristina Lončar - solo glas, Verica Maglica - klavijature,solo glas; Marija Vidović - solo glas; Nada Samardžija - prateći glas; KatarinaVidović - gitara, glas; Vjekoslav Džambo - bas, solo glas; Marinko Kelavić - bubnjevi, glas; fra joso Oršolić. gitara, glas. Na albumu se našla skladba Božić na snijegu, skladana na stihove Rajmunda Kuparea, jedna od najljepših hrvatskih božićnih pjesama, koja je trebala izaći na albumu sastava Karizme, koja zbog nečije odluke kod glazbenog nakladnika skladba nije uvrštena. Oršolić je skladbu uvrstio na Alfin album, no prema glazbenoj ocjeni patera Ante Bobaša, ta inačica nije dosegla prvu izvedbu. 1996. godine izašao je kompilacijski album Žedan kamen & Sveta noć, u nakladi Svjetla riječi, koji sadrži izdanja s albuma Žedan kamen i Sveta noć. 2016. godine u nakladi Svjetla riječi izašao je album Pjesma za mir, u produkciji fra Jose Oršolića.

## Diskografija
- Žedan kamen, studijski album, Rkt. župni ured sv. Ilije Novi Šeher, 1990.
- Sveta noć, studijski album, nepoznati nakladnik, 1991.
- Žedan kamen & Sveta noć, kompilacijski album, Svjetlo riječi, 1996.
- Pjesma za mir, studijski album, Svjetlo riječi, 2016.

## Vanjske poveznice
- Discogs Karizma
- Discogs Slavko Nedić